# 范雲龍 (明朝)
范雲龍（？—1645年10月31日（隆武元年九月辛酉）），寧國府涇縣人，南明軍事人物。

## 生平
范雲龍家族世襲指揮使，南明年間在考坑響應尹民興，在寨門刻上「巖關天險」，佔據旌德和歙縣的通道。涇縣失陷，清朝軍隊畏懼他的名聲而後退；他迎戰大叫令清兵氣奪，鄉民都出來為他賣命。不久糧食不繼，多人餓死，他們只能勉強支撐；個多月後部隊戰敗，在烏溪被清軍擒獲，在敵軍勸說投降時閉眼一言不發，結果和許伯、余度、潘桂、江玉瀾、杜之永、方文煥、指揮江永清、方武成在旌德考坑戰死。他生前勇猛，能揮動十八斤的鞭子，每次戰事揮鞭挾飛砲都擊斃不少人。

## 引用
1. ↑  錢海岳《南明史·卷二·本紀第二》：（隆武元年九月）辛酉，……總兵范雲龍敗績考坑，死之。
2. 1 2  錢海岳《南明史·卷四十六·列傳第二十二》：雲龍，涇縣人。世襲指揮，在考坑應（尹）民興，額寨曰「巖關天險」，地據旌、歙通道。涇陷後，清兵畏其名，遷延乃上。雲龍接戰大呼，清兵氣奪，兵皆鄉民，感泣效死。
3. ↑  錢海岳《南明史·卷四十六·列傳第二十二》：許伯、余度、潘桂、江玉瀾、杜之永、方文煥及總兵范雲龍，指揮江永清、方武成戰死旌德。……而餉不繼，多餓死，猶勉戰守，月許不支，乃敗。至烏溪被執，說降自旦至夕，閉目不一言死。雲龍勇，鞭重十八斤，每戰右提鞭，左挾二飛礮，擊人無不斃。其部姚在中嘗語人云。